# Birinşi Lïga 2013
La Birinşi Lïga 2013 è stata la 19ª edizione della seconda serie del campionato kazako di calcio. La stagione è iniziata il 31 marzo 2013 ed è terminata il 6 novembre successivo.

## Stagione

### Novità
Al termine della stagione 2012, il Vostok Óskemen è salito in Qazaqstan Prem'er Ligasy al posto dell'Ile-Säulet, primo classificato ma non ammesso alla massima serie. Non ci sono state retrocessioni in Ekinşi Lïga, dalla quale è salito il Gefest e il Maqtaaral. Dalla Qazaqstan Prem'er Ligasy sono retrocesse Sunqar e Oqjetpes. Il Qairat Akademija è stato escluso dal torneo.

### Formula
Le diciotto squadre si affrontano in un girone all'italiana con partite di andata e ritorno. Al termine del girone, la vincitrice viene promossa in Qazaqstan Prem'er Ligasy, mentre la seconda classificata disputa uno spareggio promozione contro la penultima classificata. Le ultime due classificate retrocedono in Ekinşi Lïga, mentre la terzultima disputa uno spareggio promozione retrocessione con la terza piazzata dell'Ekinşi Lïga.

## Classifica
|  | Pos. | Squadra       | Pt | G  | V  | N  | P  | GF | GS | DR  |
|  | ---- | ------------- | -- | -- | -- | -- | -- | -- | -- | --- |
|  | 1.   | Qaisar (-3)   | 74 | 34 | 23 | 8  | 3  | 77 | 20 | +57 |
|  | 2.   | Spartak Semeı | 70 | 34 | 21 | 7  | 6  | 54 | 24 | +30 |
|  | 3.   | Oqjetpes      | 67 | 34 | 20 | 7  | 7  | 51 | 27 | +24 |
|  | 4.   | Qyzyljar      | 65 | 34 | 20 | 5  | 9  | 52 | 35 | +17 |
|  | 5.   | Kaspıı        | 65 | 34 | 19 | 8  | 7  | 55 | 31 | +24 |
|  | 6.   | Ile-Säulet    | 65 | 34 | 19 | 8  | 7  | 66 | 32 | +34 |
|  | 7.   | Astana 1964   | 58 | 34 | 15 | 13 | 6  | 51 | 37 | +14 |
|  | 8.   | Qyran         | 55 | 34 | 16 | 7  | 11 | 53 | 39 | +14 |
|  | 9.   | Sunqar (-9)   | 48 | 34 | 16 | 9  | 9  | 48 | 33 | +15 |
|  | 10.  | Aq Bulaq      | 48 | 34 | 14 | 6  | 14 | 49 | 39 | +10 |
|  | 11.  | Gefest        | 44 | 34 | 12 | 8  | 14 | 37 | 46 | -9  |
|  | 12.  | Ekibastuz     | 40 | 34 | 9  | 13 | 12 | 34 | 36 | -2  |
|  | 13.  | Bolat         | 30 | 34 | 7  | 9  | 18 | 28 | 42 | -14 |
|  | 14.  | Laşın         | 24 | 34 | 5  | 9  | 20 | 28 | 57 | -29 |
|  | 15.  | Bäýterek (-6) | 23 | 34 | 8  | 5  | 21 | 32 | 67 | -35 |
|  | 16.  | Maqtaaral     | 22 | 34 | 5  | 7  | 22 | 29 | 62 | -33 |
|  | 17.  | CSKA Almaty   | 19 | 34 | 5  | 4  | 25 | 29 | 19 | -50 |
|  | 18.  | Baıqońyr      | 13 | 34 | 2  | 7  | 25 | 27 | 94 | -67 |

Legenda:
      Promossa in Qazaqstan Prem'er Ligasy 2014
 Ammessa allo spareggio promozione-retrocessione
      Retrocessa in Ekinşi Lïga 2014
Note:
Tre punti a vittoria, uno a pareggio, zero a sconfitta.

## Spareggi promozione/retrocessione
|               | Risultati   |                | Luogo e data            |
| ------------- | ----------- | -------------- | ----------------------- |
| Spartak Semeı | 1 - 0 (dts) | Vostok Óskemen | Astana, 6 novembre 2013 |

|           | Risultati |              | Luogo e data            |
| --------- | --------- | ------------ | ----------------------- |
| Maqtaaral | 3 - 1     | ZSMK Şımkent | Almaty, 2 novembre 2013 |